# Ricasoli (Montevarchi)
Ricasoli is een plaats (frazione) in de Italiaanse gemeente Montevarchi.